# Nick Kyrgios
Nicholas Hilmy «Nick» Kyrgios (Canberra, 27 d'abril de 1995) és un tennista australià.
En el seu palmarès hi ha sis títols individuals i dos més en dobles. Malgrat que bàsicament es va desenvolupar en la modalitat individual, el seu èxit més important el va aconseguir amb el Grand Slam de l'Open d'Austràlia 2022 en dobles masculins.
Va guanyar l'Open d'Austràlia júnior el 2013 i els dobles júnior en el Campionat de Wimbledon 2013. El major èxit de Kyrgios fins a la data va ser arribar als quarts de final de Wimbledon 2014, derrotant Rafael Nadal i Richard Gasquet en el camí. És un dels pocs jugadors que va derrotar Roger Federer, Nadal i Novak Đoković en el primer enfrontament contra ells. Malgrat el seu talent, es va guanyar la reputació de jugador inestable i amb mala conducta dins la pista, sancionat en diverses ocasions, fins i tot té el rècord de la multa més elevada del circuit ATP.

## Biografia
Fill de pare grec i mare malaia, Giorgios i Norlaila. La seva mare era membre de la família reial del Sultà de Selangor però va renunciar al seu títol de princesa, i es va traslladar a Austràlia durant la seva joventut. Té dos germans, Christos i Halimah, i pertany a l'Església Ortodoxa grega i sempre porta un collar amb un creu.
Va començar a jugar a tennis amb sis anys amb la seva mare i ho va combinar amb la pràctica del bàsquet fins als catorze anys, que ja es va centrar en el tennis. Es va traslladar a Melbourne per millorar el seu desenvolupament.
Va tenir una relació amb les tennistes Ajla Tomljanović i Anna Kalinskaya, i des de 2020 amb Chiara Passari.

## Torneigs de Grand Slam

### Individual: 1 (0−1)
| Resultat  | Núm. | Any  | Torneig   | Oponent       | Marcador              |
| --------- | ---- | ---- | --------- | ------------- | --------------------- |
| Finalista | 1.   | 2022 | Wimbledon | Novak Đoković | 6−4, 3−6, 4−6, 6−7(3) |

### Dobles masculins: 1 (1−0)
| Resultat  | Núm. | Any  | Torneig          | Parella            | Oponents                  | Marcador |
| --------- | ---- | ---- | ---------------- | ------------------ | ------------------------- | -------- |
| Guanyador | 1.   | 2022 | Open d'Austràlia | Thanasi Kokkinakis | Matthew Ebden Max Purcell | 7−5, 6−4 |

## Palmarès

### Individual: 11 (7−4)
| Llegenda                          |
| --------------------------------- |
| Grand Slams (0−1)                 |
| ATP Finals (0−0)                  |
| ATP World Tour Masters 1000 (0−1) |
| ATP World Tour 500 (4−1)          |
| ATP World Tour 250 (3−1)          |

| Títols per superfície |
| --------------------- |
| Dura (7−2)            |
| Gespa (0−1)           |
| Terra batuda (0−1)    |

| Resultat  | Núm. | Data                 | Torneig                     | Superfície   | Oponent            | Marcador              |
| --------- | ---- | -------------------- | --------------------------- | ------------ | ------------------ | --------------------- |
| Finalista | 1.   | 3 de maig de 2015    | Estoril, Portugal           | Terra batuda | Richard Gasquet    | 3−6, 2−6              |
| Guanyador | 1.   | 21 de febrer de 2016 | Marsella, França            | Dura (i)     | Marin Čilić        | 6−2, 7−6(3)           |
| Guanyador | 2.   | 7 d'agost de 2016    | Atlanta, Estats Units       | Dura         | John Isner         | 7−6(3), 7−6(4)        |
| Guanyador | 3.   | 9 d'octubre de 2016  | Tòquio, Japó                | Dura         | David Goffin       | 4−6, 6−3, 7−5         |
| Finalista | 2.   | 20 d'agost de 2017   | Cincinnati, Estats Units    | Dura         | Grigor Dimitrov    | 3−6, 5−7              |
| Finalista | 3.   | 8 d'octubre de 2017  | Pequín, Xina                | Dura         | Rafael Nadal       | 2−6, 1−6              |
| Guanyador | 4.   | 7 de gener de 2018   | Brisbane, Austràlia         | Dura         | Ryan Harrison      | 6−4, 6−2              |
| Guanyador | 5.   | 2 de març de 2019    | Acapulco, Mèxic             | Dura         | Alexander Zverev   | 6−3, 6−4              |
| Guanyador | 6.   | 4 d'agost de 2019    | Washington DC, Estats Units | Dura         | Daniïl Medvédev    | 7−6(6), 7−6(4)        |
| Finalista | 4.   | 10 de juliol de 2022 | Wimbledon, Regne Unit       | Gespa        | Novak Đoković      | 6−4, 3−6, 4−6, 6−7(3) |
| Guanyador | 7.   | 7 d'agost de 2022    | Washington DC (2)           | Dura         | Yoshihito Nishioka | 6−4, 6−3              |

### Dobles masculins: 4 (4−0)
| Llegenda                          |
| --------------------------------- |
| Grand Slams (1−0)                 |
| ATP Finals (0−0)                  |
| ATP World Tour Masters 1000 (0−0) |
| ATP World Tour 500 (1−0)          |
| ATP World Tour 250 (2−0)          |

| Títols per superfície |
| --------------------- |
| Dura (3−0)            |
| Gespa (0−0)           |
| Terra batuda (1−0)    |

| Resultat  | Núm. | Data                 | Torneig                     | Superfície   | Parella            | Oponents                      | Marcador         |
| --------- | ---- | -------------------- | --------------------------- | ------------ | ------------------ | ----------------------------- | ---------------- |
| Guanyador | 1.   | 26 de maig de 2018   | Lió, França                 | Terra batuda | Jack Sock          | Roman Jebavý Matwé Middelkoop | 7−5, 2−6, [11−9] |
| Guanyador | 2.   | 29 de gener de 2022  | Open d'Austràlia, Austràlia | Dura         | Thanasi Kokkinakis | Matthew Ebden Max Purcell     | 7−5, 6−4         |
| Guanyador | 3.   | 31 de juliol de 2022 | Atlanta, Estats Units       | Dura         | Thanasi Kokkinakis | Jason Kubler John Peers       | 7−6(4), 7−5      |
| Guanyador | 4.   | 7 d'agost de 2022    | Washington DC, Estats Units | Dura         | Jack Sock          | Ivan Dodig Austin Krajicek    | 7−5, 6−4         |

### Equips: 1 (1−0)
| Resultat  | Núm. | Data               | Torneig                       | Superfície | Equip           | Oponents                             | Marcador |
| --------- | ---- | ------------------ | ----------------------------- | ---------- | --------------- | ------------------------------------ | -------- |
| Guanyador | 1.   | 9 de gener de 2016 | Copa Hopman, Perth, Austràlia | Dura (i)   | Daria Gavrilova | Elina Svitòlina Aleksandr Dolgopòlov | 2−0      |

## Trajectòria

### Individual
| Open d'Austràlia | Q1  | Q1  | 2R   | QF    | 3R    | 2R    | 4R    | 2R    | 4R  | 3R  | 2R | 0 / 9     | 17 – 9    |
| Roland Garros | A   | 2R  | 1R   | 3R    | 3R    | 2R    | A     | A     | A   | A   |    | 0 / 5     | 4 – 5     |
| Wimbledon | A   | A   | QF   | 1R    | 1R    | 1R    | 1R    | 1R    | NC  | 3R  | F  | 0 / 8     | 21 – 8    |
| US Open | A   | 1R  | 3R   | 1R    | 3R    | 1R    | 3R    | 3R    | A   | 1R  | QF | 0 / 9     | 12 – 9    |
| Total Victòries–Derrotes                                                                                                  | 0−0 | 2−2 | 10−9 | 24−19 | 39−15 | 32−18 | 25−14 | 23−15 | 6−3 | 7−8 |    | 169 – 104 | 169 – 104 |
| Rànquing a final d'any | 838 | 182 | 52   | 30    | 13    | 21    | 35    | 30    | 45  | 93  |    |           |           |
| Llegenda: G: Guanyador; F: Finalista; SF: Semifinalista; QF: Quarts de final; Q: Qualificació; A: Absent; RR: Round Robin |     |     |      |       |       |       |       |       |     |     |    |           |           |

### Dobles masculins
| Open d'Austràlia | 1R  | A    | 1R  | 1R  | A    | 2R   | 1R   | A   | 2R  | G  | 1 / 7   | 8 – 5   |
| Roland Garros | A   | A    | 1R  | 1R  | 3R   | A    | A    | A   | A   |    | 0 / 3   | 2 – 3   |
| Wimbledon | A   | A    | A   | A   | A    | A    | A    | NC  | A   |    | 0 / 0   | 0 – 0   |
| US Open | A   | 1R   | A   | 3R  | 2R   | A    | 2R   | A   | A   | 3R | 0 / 5   | 6 – 3   |
| Total Victòries–Derrotes                                                                                                   | 0–2 | 0–2  | 4–8 | 5–6 | 14–7 | 11–7 | 6–11 | 1–0 | 3–5 |    | 50 – 48 | 50 – 48 |
| Rànquing a final d'any | 483 | 1207 | 167 | 231 | 75   | 139  | 238  | 255 | 233 |    |         |         |
| Llegenda: G: Guanyador; F: Finalista; SF: Semifinalista; QF: Quarts de final; Q: Qualificació; A: Absent; RR: Round Robin; |     |      |     |     |      |      |      |     |     |    |         |         |